# 퍼듀 대학교
퍼듀 대학교(영어: Purdue University)는 미국 인디애나 주의 웨스트 라피엣 시에 위치한 명문 공립대학의 메인 캠퍼스이다. 교명은 퍼듀 대학교, 웨스트 라피엣 캠퍼스(Purdue University - West Lafayette)이다. 1869년에 사업가 존 퍼듀(John Purdue)가 과학과 기술, 농업을 위한 대학 설립을 위해 토지와 자본을 기부하여 설립되었다. 공학과 과학 분야, 특히 항공 우주 공학 분야에서 유능한 인재들을 배출한 학교이다. 공과대학과 자연과학대학을 중심으로, 전체 학생수는 약 4만여 명이다.
웨스트 라피엣에 있는 본 캠퍼스에는 총 200개 이상의 학부 전공, 69개의 석사·박사 프로그램, 약학, 수의학 전문대학원 과정을 제공한다. 퍼듀대학은 미국에서 가장 큰 규모의 공과대학을 가지고 있으며 농대로도 유명하다. 공과대학에서 특히 항공우주, 산업, 기계, 전기/전자공학과는 미국 공대 순위 10위 안에 들어간다. 이 밖에도 약대, 경영대, 화학과, 언어병리학과, 신문방송학과, 컴퓨터공학과 등이 잘 알려져 있다.
퍼듀는 Carnegie Classification of Institution of Higher Education의 최상위 연구중심 대학 (Very High Research Activity) R1등급으로 여러 분야에서 활발한 연구를 진행하며 연간 연구비는 6억 달러 이상이다. 퍼듀는 최초로 달에 발을 내딛은 닐 암스트롱을 포함한 25명의 우주인들을 배출했으며, 에드워드 퍼셀을 포함한 13명의 노벨 수상자들이 학생이나 교직원으로 거쳐간 학교이다. 또한 맥도날드(McDonald's), UPS, 텍사스인스트루먼츠 등의 많은 대기업의 CEO들을 배출하였다.
퍼듀대학교의 본캠퍼스가 있는 웨스트 라피엣는 3만 명의 인구를 가진 소도시로서, 시카고에서 약 2시간 거리이며, 인디애나폴리스에서는 1시간 거리이다.

## 역사

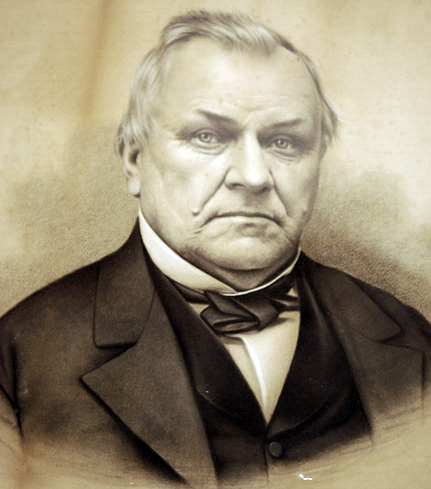
존 퍼듀

1862년 에이브러햄 링컨 대통령에 의해 통과된 모릴 토지 허여 법안(Morrill Land Grant)은 각주의 상원의원과 하원의원 1인당 30,000 에이커의 연방정부소유 토지를 각 주에 무상 제공했으며, 이 토지를 매각하여 그 수익금으로 농업교육과 기술교육을 실시하는 랜드그랜트대학교의 설립을 지원했다.
1865년 인디애나 주의회는 공학과 농업에 중점을 둔 교육기관을 신설하기로 계획을 시작했다. 주 내의 여러 후보 지역들은 신설대학을 유치하고자 자금과 토지를 제안했다. 그 중 티페카노 카운티 (Tippecanoe)에서 라파옛(Lafayette) 시의 사업가이자 자선가 존 퍼듀의 15만 달러 (2018년의 280만 달러에 상당), 티페카노 카운티 (Tippecanoe)에서 5만 달러, 지역 주민에게서 100 에이커 (0.40 km2)의 토지를 기부하겠다고 제안한 것이 최종적으로 선정되었고, 1869년 티페카노 카운티 부지에 퍼듀 대학교가 세워졌다. 대학의 이름은 주요 기부자인 존 퍼듀의 이름을 따서 명명되었다. 최초로 교수학습이 시작된 시기는 1874년이었으며, 6명의 교수와 39명의 학생이 참여했다.
1896년 제임스 스마트(James H. Smart) 총장이 중·서부 대학교들의 스포츠 연합체인 '빅 텐 콘퍼런스(Big Ten Conference)' 설립을 주도했다. 이 후 퍼듀대학교는 원년 회원으로서 100년 이상 꾸준히 십여 개의 빅 텐 회원 대학들과 스포츠 및 학문 영역에서 교류해오고 있다.
1930년 항공학 교육과 연구를 위해 미국 대학중에서는 최초로 공항을 학교 부지에 가지게 되었고, 동시에 세계 최초로 항공학(Aviation)을 정규 과정으로 인정하였다. 어밀리아 에어하트가 퍼듀대에서 직접 카운셀러로 활동하며 여성 파일럿을 배출하기 위해 노력했다. 그녀가 마지막 세계투어에 사용한 비행기는 퍼듀의 연구재단에서 구입해줬을 정도로 인연이 깊다. 또한, 퍼듀대학교에는 그녀의 이름을 딴 기숙사 건물이 있으며, 그 앞에는 그녀의 동상에 세워져 있다.] 같은 시기에 현재의 학생 회관 건물과, 미식 축구 경기장도 건설하였다.
제 2차 세계대전 중에는 방위 산업에 필요한 인력을 키우기 위해 약 100여개의 교육 센터를 인디애나 주에 세우게 되었고, 그 중 4곳이 현재까지 남아 퍼듀 대학교 시스템에 포함된다. 제 2차 세계대전 종전 후에는 과학과 연구를 중심으한 확장과 변화의 노력으로 인문 과학 대학과 교육 대학을 과학 대학에서 분리 시킨다. 또한 수의학 대학, 간호학 과정, 산업 경영학 과정등이 만들어지고, 1962년에는 미국 대학 중에서는 최초로 컴퓨터 과학 과정을 신설하였다.

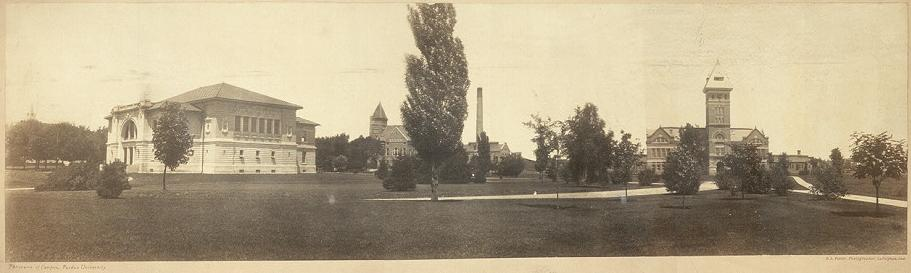
퍼듀 대학교 캠퍼스, 1904

## 캠퍼스
퍼듀대학교 캠퍼스는 인디애나주 웨스트 라피옛 시에 위치해 있다. 동쪽으로는 워배쉬 강(Wabash River)이 흐르며 강 건너에는 라피옛 시가 있다. 캠퍼스는 State Street과 University Street을 기준으로 크게 동쪽, 서쪽, 남쪽 캠퍼스로 나눠진다. 학과건물은 캠퍼스의 동쪽과 남쪽에 집중 되어있으며 서쪽에는 기숙사, 캠퍼스 북쪽에는 운동 경기 시설 등이 있다. 메인 캠퍼스는 2,602 에이커 (10.53 km2) 규모이다.
동쪽 캠퍼스에는 공과대학, 자연과학 대학, 인문대학, 사회과학대학을 포함한 여러 단과대학 건물들과 도서관, 행정 건물, 대강당, 학생회관 등이 있다. 동쪽 캠퍼스의 중심에는 엔지니어링 분수(Engineering Fountain)을 중심으로한 퍼듀 몰(Purdue Mall)이 있다. 퍼듀 몰은 퍼듀를 대표하는 공학대학과 행정 건물로 둘려싸여 있으며 주변에는 종탑과 옛 발전소 터에 지어진 윌메스 액티브 러닝센터(Wilmeth Active Learning Center), ROTC를 위한 무기고(Armory) 등이 있다.  이보다 좀 더 남쪽으로는 퍼듀 개교 당시 건물들이 밀집해 있었던 메모리얼 몰(Memorial Mall)과 퍼듀 메모리얼 회관(Purdue Memorial Union) 등이 있다. 메모리얼 몰 옆에는 개교 당시 지어진 여섯개의 건물 중 유일하게 현존하는 유니버시티 홀(University Hall)이 있다. 학교의 창립자 존 퍼듀는 별세 전 유니버시티 홀 앞에 묻히길 희망했으며 그의 묘와 그를 기리는 동상은 오늘까지도 유니버시티 홀 앞에 있다.

### 연구 단지
퍼듀 연구단지(Purdue Research Park)는 퍼듀 연구재단(Purdue Research Foundation)에 의해 설립된 연구 단지들을 통틀어 일컫는 명칭이다. 이 연구단지들은 인디애나주 4개 도시인 웨스트 라파옛, 인디애나폴리스, 머릴빌, 뉴 알바니에 위치해 있다. 이 중 웨스트 라파옛에 위치한 주력 연구단지는 100개 이상의 미국 전역에 위치하는 기술 기반 회사들이 결집된 곳으로, 대학 연계 연구단지 중에서 미국 내 최대 규모이다. 또한 인디애나 주의 첫 공식 지정 기술단지이기도 하다. 2013년을 기준으로 퍼듀 연구단지는 인디애나 주에서 매년 13억 달러에 달하는 경제적 효과를 낳고 있으며, 4000개 이상의 일자리를 창출한 것으로 분석되고 있다.
이 웨스트 라파옛 연구단지는 2.93 제곱킬로미터 (1.13 mi2)의 부지 위에 조성되었으며 50개 이상의 건물에 3천명 이상의 직원(2012년 기준)이 상주해 있다. 대표적인 입주 기업에는 3M, 보잉, 제네럴 일렉트릭(GE), 롤스로이스, 쿡 바이오테크, 델파이 (기업), 다우 애그로, HP 엔터프라이즈 등이 있다. 2028년까지 SK 하이닉스의 AI관련 반도체 재조시설도 입주할 예정이다.

## 교육 및 연구

### 평가
미국
4,000개가 넘는 미국 대학 중 30~40위권으로 평가받는 중부 최고의 명문 주립대학교 중 하나로, 특히 공과 대학으로 널리 잘 알려진 이 학교는 매년 미국 공대 10위권 안에 든다. 2024년 기준 공대 대학원은 6위 학부는 8위를 기록했다.
세계
타임스 고등교육 세계 대학 랭킹 2018년 순위에서는 세계 2만여개 대학 중 60위 대학으로 평가된다.
특징적 전공
퍼듀대학교에서 평판이 가장 높은 분야 중 대표적인 것들은 미국에서 최초로 전공으로 정립하여 가르치기 시작한 컴퓨터과학과 항공우주공학이다. 특히 퍼듀의 항공우주공학은 '미국 최초'의 기록을 여럿 보유하고 있다.
- 항공우주공학분야에서 최초로 비행훈련에 학점을 부여
- 4년 과정 항공관련 학사학위를 수여
- 최초로 대학 부설 공항을 소유

이를 바탕으로 1960년대 우주 개척 역사의 중심이 되었던 아폴로 계획에 참여한 여러 명의 우주비행사를 배출하여, '우주 비행사들의 요람'('Cradle of Astronauts')이란 별칭을 가지고 있기도 하다. 유명한 우주비행사 동문으로는 항공기관학과(aeronautical engineering) 출신으로 인류 최초로 달에 인간의 족적을 남겼던 닐 암스트롱과 마지막 달착륙 미션에 참가했던 유진 서넌 (Eugene Cernan) 등이 있다.

## 다양성
2016년 가을 학기 시점, 학부와 대학원생들 중 외국인 유학생은 9,303명, 출신국가는 127개국이다. 퍼듀의 외국인 학생 수는 미국 내 공립학교 중에서 두 번째로 크다. 동 학기 기준, 한국 유학생은 685명(학부 368명,  대학원 317명)이다.
미국 대학 중 LGBTQ 센터가 설치된 7% 대학 중 하나이다. 또한 '캠퍼스 프라이드 인덱스'에서는 퍼듀의 LGBTQ 캠퍼스 지수를 4점(5점 만점)으로 평가했다.

## 저명한 동문 및 교수

### 교수진
허버트 C. 브라운과 네기시 에이이치 2 명이 퍼듀에 교수로 재직할 당시 노벨상을 수상하였다. 이를 포함하여 총 5개 분야에서 13개의 노벨상이 퍼듀의 학생, 연구자, 현직·전직 교수진에게 수여되었다. 또한 최초의 여성 비행 조종사 어밀리아 에어하트 등이 교수로 재직하였다.

### 동문
퍼듀대학교는 여러 분야에 유명한 동문들을 배출 했다. 특히 공학, 과학, 항공우주 분야에 크게 기여한 동문들이 많으며, 이들은 합해서 15만 여 개의 미국 특허를 보유하고 있다.

#### 항공우주

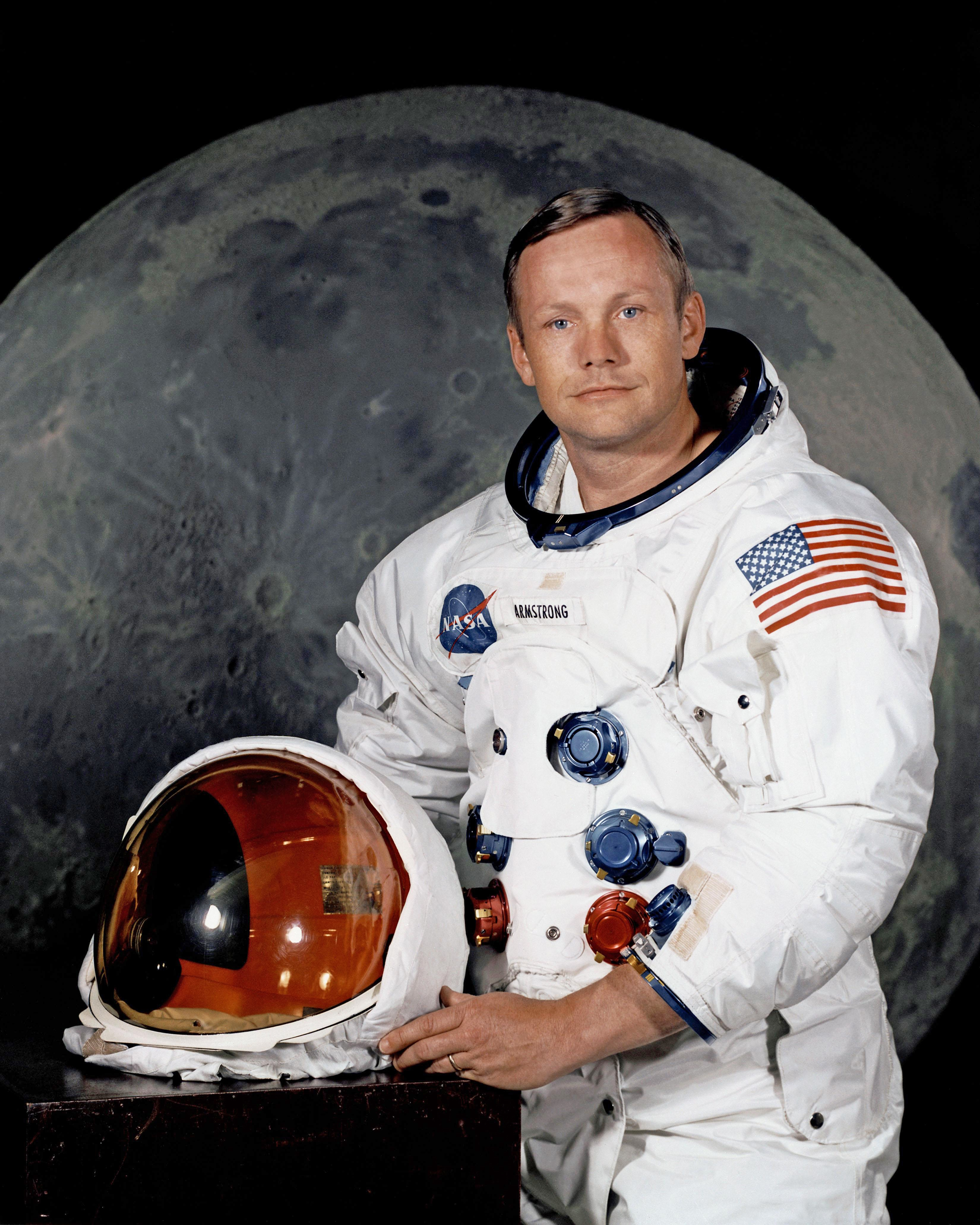
닐 암스트롱 (항공우주공학 1955)

펴듀대학교는 미국에서 두번째로 우주비행을 한 거스 그리섬 (Gus Grissom), 인류 처음으로 달에 착륙한 닐 암스트롱 (Neil Armstrong), 마지막으로 달에 다녀온 유진 서넨 (Eugene Cernan) 등 23명의 우주인을 배출하여 우주인의 요람 (Cradle of Astronauts)라는 별명을 얻었다.

#### 노벨상 수상자
퍼듀 동문 중 에드워드 밀스 퍼셀 (물리학), 벤 로위 모텔손 (물리학), 스즈키 아키라(화학)가 노벨상을 수상한 바 있다.

#### 토목공학
토목공학 분야에서는 벡텔의 명예 회장인 스티븐 벡텔 주니어와 엔지니어인 에이브럼 버튼 코헨이 있다.

## 같이 보기
- 퍼듀 대학교 노스웨스트